# Дячук-Ставицький Юрій Михайлович
Юрій Михайлович Дячу́к-Стави́цький (26 січня 1947, Львів — 24 червня 2020, там само) — радянський та український футболіст і тренер. Заслужений тренер України (з 1999). Багатолітній помічник Мирона Маркевича, зокрема у період його роботи у львівських «Карпатах», коли клуб здобув «бронзу» чемпіонату України 1997/98. Головний тренер «Карпат» у 2004—2006, 2007, 2012 та 2013 роках.

## Життєпис
Закінчив львівську середню школу № 62. Вихованець ДЮСШ-4, перший тренер — Святослав Михайлович Канич.
Був воротарем у командах «Горинь» (Рівне) — 1966—1968, «Шахтар» (Червоноград) — 1969, «Авангард» (Стрий) — 1970—1975. Закінчив Львівський інститут фізичної культури.
У 1975—1979 роках був завучем СДЮШОР «Карпати», у 1980 році працював тренером «Буковини» (Чернівці). Від 1981 до 1983 — головний тренер збірної Львівщини серед школярів, яка під керівництвом Дячука-Ставицького перемагала на всеукраїнській Спартакіаді. Потім був тренером, начальником команди та головним тренером клубу «Прикарпаття» (Івано-Франківськ), який грав у другій лізі чемпіонату СРСР.
У 1989 році стає віце-президентом відновленої команди «Карпати» (Львів). На початку 1990-х років був головним тренером «Електрона» з Мостиськ і комарнівського «Газовика» — з колективом Комарного вигравав міжнародні турніри газовиків у Німеччині та Словаччині. Працював помічником тренера у клубах «Волинь» та «Карпати».
Від середини 1990-х — помічник Мирона Маркевича. У 1998 році «Карпати» під їхнім керівництвом посіли 3 місце у першості України та виступали у Кубку УЄФА. Згодом вони тренували команди «Металург» (Запоріжжя), «Анжі» (Махачкала, Росія) та знову львівські «Карпати».
У сезоні 2003/2004 років львівська команда вилетіла з вищої ліги й Мирона Маркевича звільнили. Головним тренером став Юрій Дячук-Ставицький, перед яким поставлено завдання повернути «Карпати» до найвищого дивізіону. Новий тренер зробив ставку на молодих українських футболістів і колектив посів 5 місце у 2005 році, а наступного сезону дійшов до півфіналу Кубка України (обігравши «Чорноморець», «Шахтар» і «Ворсклу») і зайняв 2 місце у першій лізі, виборовши путівку до «вишки». Вихованці «Карпат» Микола Іщенко та Максим Фещук у складі молодіжної збірної стали фіналістами чемпіонату Європи U-21, зросли у плані якості гри «карпатівці» Самсон Годвін, Вільям Роша Батіста та Ігор Худоб'як.
Працював спортивним і генеральним директором львівських «Карпат». У лютому 2009 року подав у відставку, пояснивши це бажанням на деякий час відпочити від футболу й додавши, що, ймовірно, за кілька місяців знову повернеться до львівського клубу.
Одружений вдруге. Від першого шлюбу мав доньку, від другого — сина. Син Михайло (нар. 1989) — футболіст, вихованець львівської СДЮШОР «Карпати», виступав за «Карпати-2» у другій лізі.

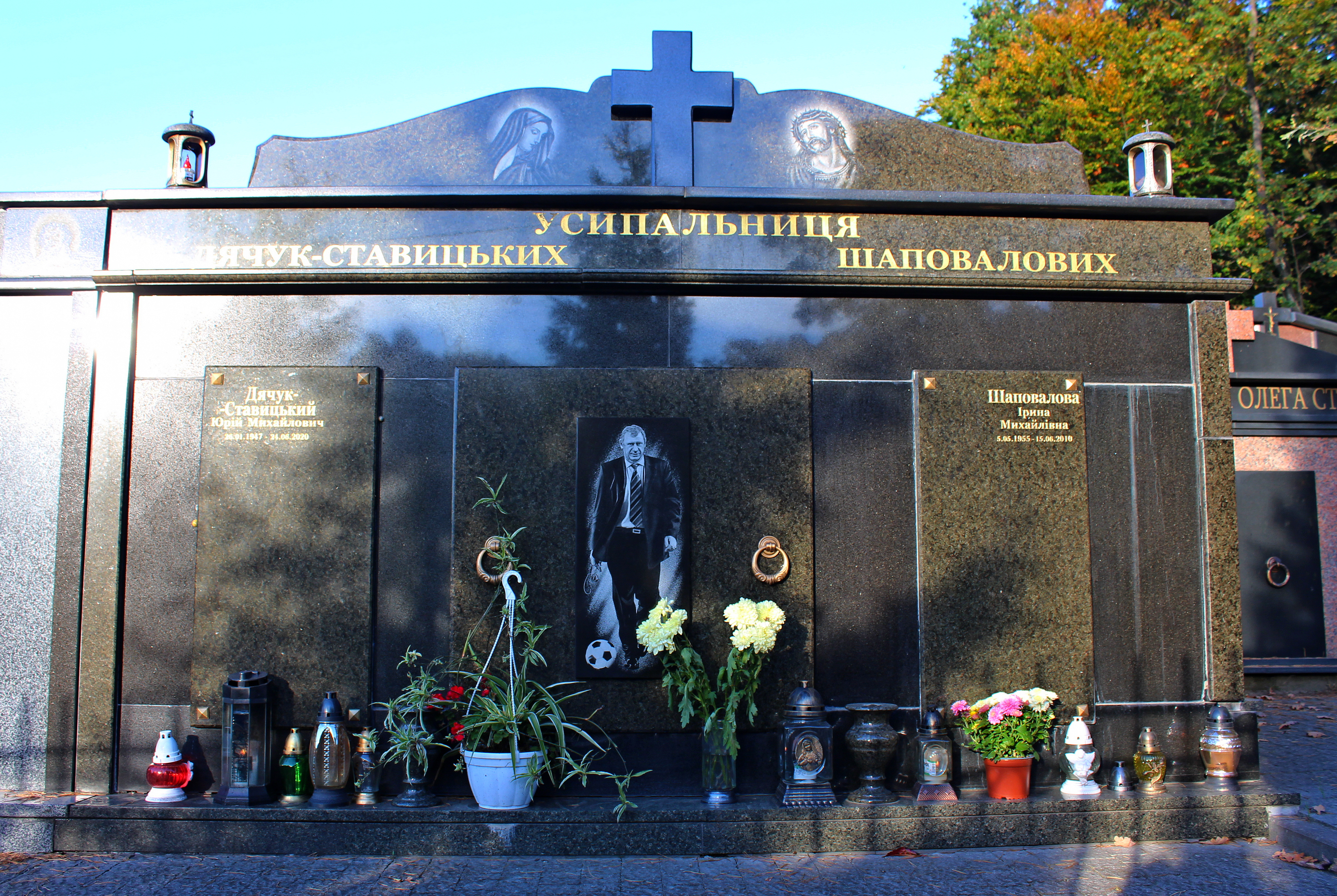
Гробівець родини Дячуків-Ставицьких-Шаповалових на Брюховицькому цвинтарі

24 червня 2020 року, на 74-му році життя після важкої тривалої хвороби Юрій Михайлович Дячук-Ставицький відійшов у засвіти. Похований у родинному гробівці на Брюховицькому цвинтарі.